# Окончательное решение чешского вопроса

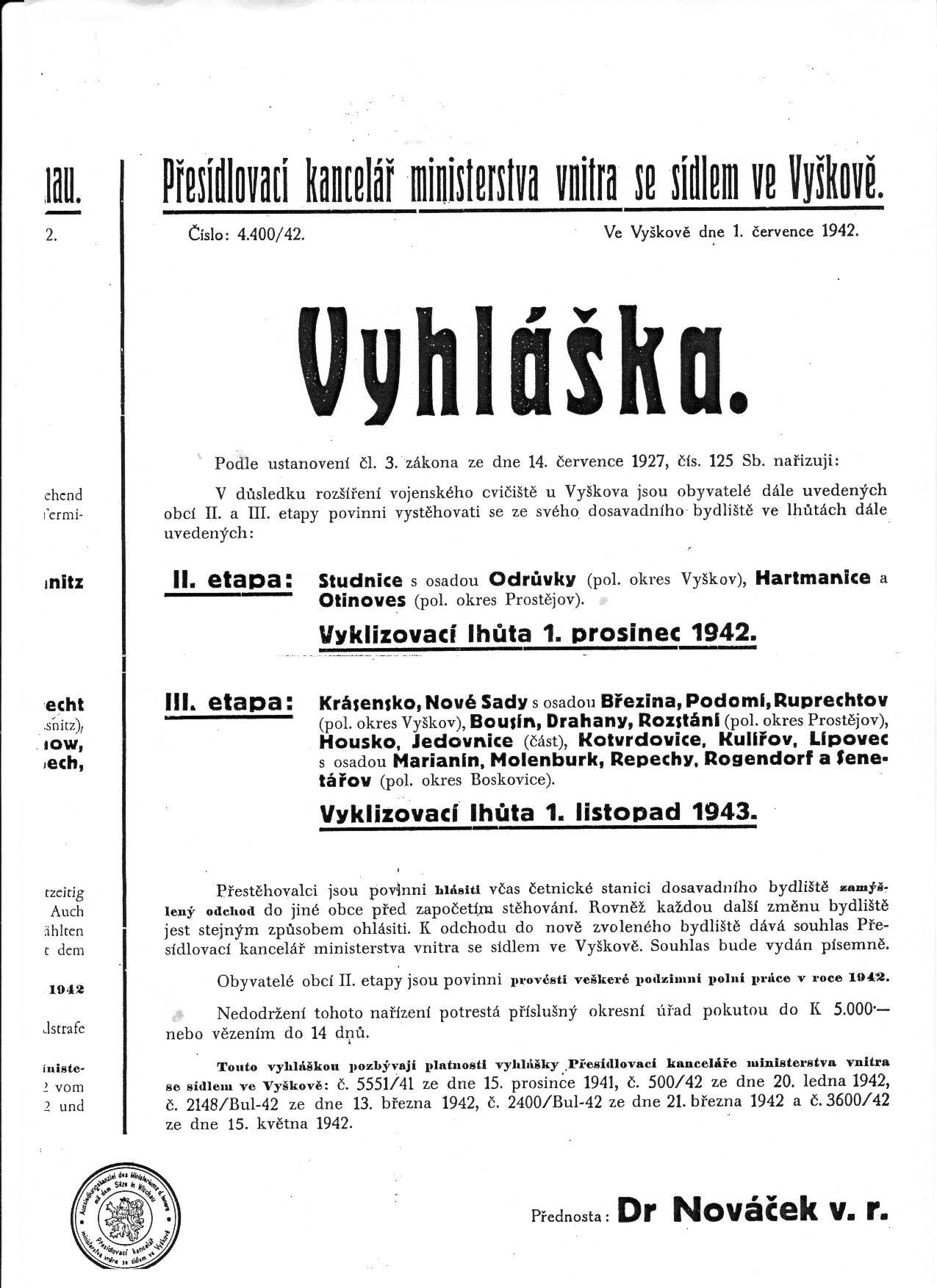
Обложка приказа (на чешском языке) о Обзор миграции 33 муниципалитетов Драганского нагорья Драганское нагорье

Оконча́тельное реше́ние че́шского вопро́са (нем. Endlösung der tschechischen Frage) — план правительства нацистской Германии, предусматривавший онемечивание чешской территории, главным образом путём выселения чешского населения в Сибирь или в области Волыни. План был разработан в соответствии с расовой и этнической политикой нацистской Германии, и совпадал с общим планом по уничтожению и выселению славян, который назывался План «Ост». Подготовка к «окончательному решению чешского вопроса» началась вскоре после оккупации Чехословакии в 1939 году, однако осуществление постоянно откладывалось из-за необходимости использовать чешскую рабочую силу для обеспечения немецких войск. К концу войны были выселены менее чем сто общин (около 50 тысяч жителей).

## Первые предложения о перемещении чехов
Первые проекты озвучил вскоре после Первой мировой войны судетонемецкий политик-националист Лодгманн Рудольф фон Ауэн. В 1920 году в издательстве Т. Вайхера в Лейпциге опубликован план по переселению чехов. В книге под названием «Die tschechoslowakische Frage» (Чехословацкий вопрос) обсуждается возможности переселения чехов из Богемии на территории к западу от Рейна, а чехов из Моравии — к востоку Пруссии.

## Осуществление программы
Вскоре после оккупации чешских земель Германией и создания протектората Богемии и Моравии были активизированы все проекты по подготовке «окончательного решения чешского вопроса». Их целью, о которой Адольф Гитлер говорил ещё до своего прихода к власти, было онемечивание чешской области и населения. В этом духе уже в 1939 году генерал Э. Фридерик составляет проект «Чешская проблема». План предусматривает выселение чешских владельцев капитала, интеллигенции и евреев, с использованием чешских работников для немецкой экономики. Седьмого октября 1939 Гитлер издал постановление, согласно которому Генрих Гиммлер должен был «создать новые немецкие земли с помощью переселения немцев рейха и граждан немецкой национальности». В декабре 1939 года были обработаны первые предложения о немецкой колонизации Богемии и Моравии, при этом они постоянно уточнялись. Они были дополнены планом, который возник летом 1940 г. в штабе Конрада Генлейна. Согласно ему, территориальное единство протектората нужно было разрушить и включить его отдельные части в граничащие с ними административные округа Германии.
Основную программу германизации Чехии представлял меморандум Карла Германа Франка, утверждённый 28 августа 1940 г. Гиммлером и Гейдрихом. Франк в нём подчёркивал: 

«Целью политики рейха в Богемии и Моравии должна быть полная германизация пространства и населения. Есть два пути для достижения этой цели:
1. Тотальное выселение чехов из Богемии и Моравии на территорию за пределами рейха и заселение освободившихся областей немцами.
2. Если большая часть чехов останется в Богемии и Моравии, то необходимо одновременно использовать различные методы германизации в соответствии с планом на 10 лет. Такая германизация включает:
  - Изменение национальности чехов, подходящих в расовом отношении;
  - Выселение чехов, неподходящих в расовом отношении, и интеллигенции, враждебной к рейху, а где это уместно, особый режим для них и для всех деструктивных элементов;
  - Новое заселение освободившегося района свежей немецкой кровью».

2 октября 1941 года, после вступления в должность рейхспротектора, Рейнхард Гейдрих произнёс речь, в которой, среди прочего, подтвердил ранее запланированные принципы онемечивания территории, а именно:
- Чешское пространство должно быть окончательно заселено немцами.
- Будет проведена перепись чехов в расовом, национальном смысле.
- Чехи «хорошей расы и хорошо мыслящие» будут онемечены.
- Чехи «плохой расы и плохо мыслящие» будут выселены на восток (за Урал, в Сибирь).
- «Хорошо мыслящие люди плохой расы» будут работать на Третий рейх и не смогут иметь детей.
- «Плохо мыслящие люди хорошей расы» — наиболее опасный класс для немцев — должны быть в немецкой среде онемечены. В противном случае эти люди должны быть истреблены, так как могут стать предводительским слоем.

## Выселение чешского населения
Реализация планов по выселению чехов началась уже в 1940 году, когда был установлен так называемый немецкий территориальный мост, предусматривающий онемечивание территории от Литомержице до Праги. Было также одобрено создание немецкого коридора, который вёл через Прагу, Брно и Оломоуц до Остравы. На юге Моравии должны были быть заселены и присоединены к Австрии районы к югу от Брно. Чешская нация подлежала постепенному разделению на небольшие изолированные подразделения и ассимиляции немецкими элементами. В результате такой политики к 1941 году были выселены 33 общины из Вышковской, Босковицкой и Бланенской областей, и свои дома покинули более 18 тыс. жителей. Начиная с 1942 года из Бенешовской, Невекловской и Седлчанской областей в несколько этапов были депортированы 65 общин с более чем 30 тыс. жителей.
Освобождение Чехословакии и поражение Германии во Второй мировой войне положили конец осуществлению планов нацистской Германии.